# Abdón Terradas

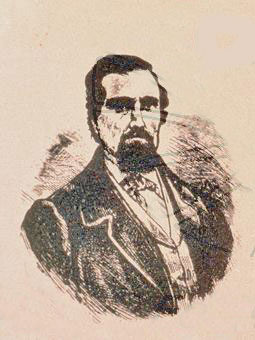
Abdó Terradas

Abdón Terradas (Figueras, 1812- Medina Sidonia, 1856) fue un político republicano federalista español.

## Biografía
Hijo de un tratante de granos y ganado, estudió en Perpiñán. Su actividad política obtuvo gran repercusión en Barcelona, a donde se trasladó en 1840. Allí fundó una sociedad secreta, la "Sociedad Patriótica", y comenzó a difundir un ideario republicano. Fue alcalde de su población natal. Escribió en el diario El Republicano (1842), donde publicó el himno republicano La campana —que fue musicado por Anselm Clavé— y que pronto se convirtió en el grito de batalla del movimiento republicano de Barcelona. En 1842 fue elegido alcalde de Figueras, pero tuvo que escapar a Francia por oponerse al régimen. En 1843 se batió por la República en el Ampurdán. En 1855 fue confinado en Cádiz. Fue masón. Tiene una calle en Barcelona y otra en Madrid.
La letra del himno La campana era la siguiente:

Ja la campana sona,
lo canó ja retrona.
Anem, anem, republicans, anem!
Lo garrot, l'escopeta,
 la falç i la forqueta.
¡Oh, catalans, amb valor empuyem!
La Cort i la noblesa,
l'orgull de la riquesa,
caiguen d'un cop al nostre nivell.
Que pagui qui té renda
o bé alguna prevenda:
lo que no té tampoc deu pagar res
Ya la campana suena,
el cañón ya retruena.
¡Vamos, vamos, republicanos, vamos!
El garrote, la escopeta,
la hoz y la horca.
¡Oh, catalanes, con valor empuñemos!
La Corte y la nobleza,
 el orgullo de la riqueza,
caigan de una vez a nuestro nivel.
Que pague quien tiene renta
o bien alguna prebenda:
el que no tiene tampoco ha de pagar nada.